# ジャン＝フランソワ・トマ・デュ・トモン

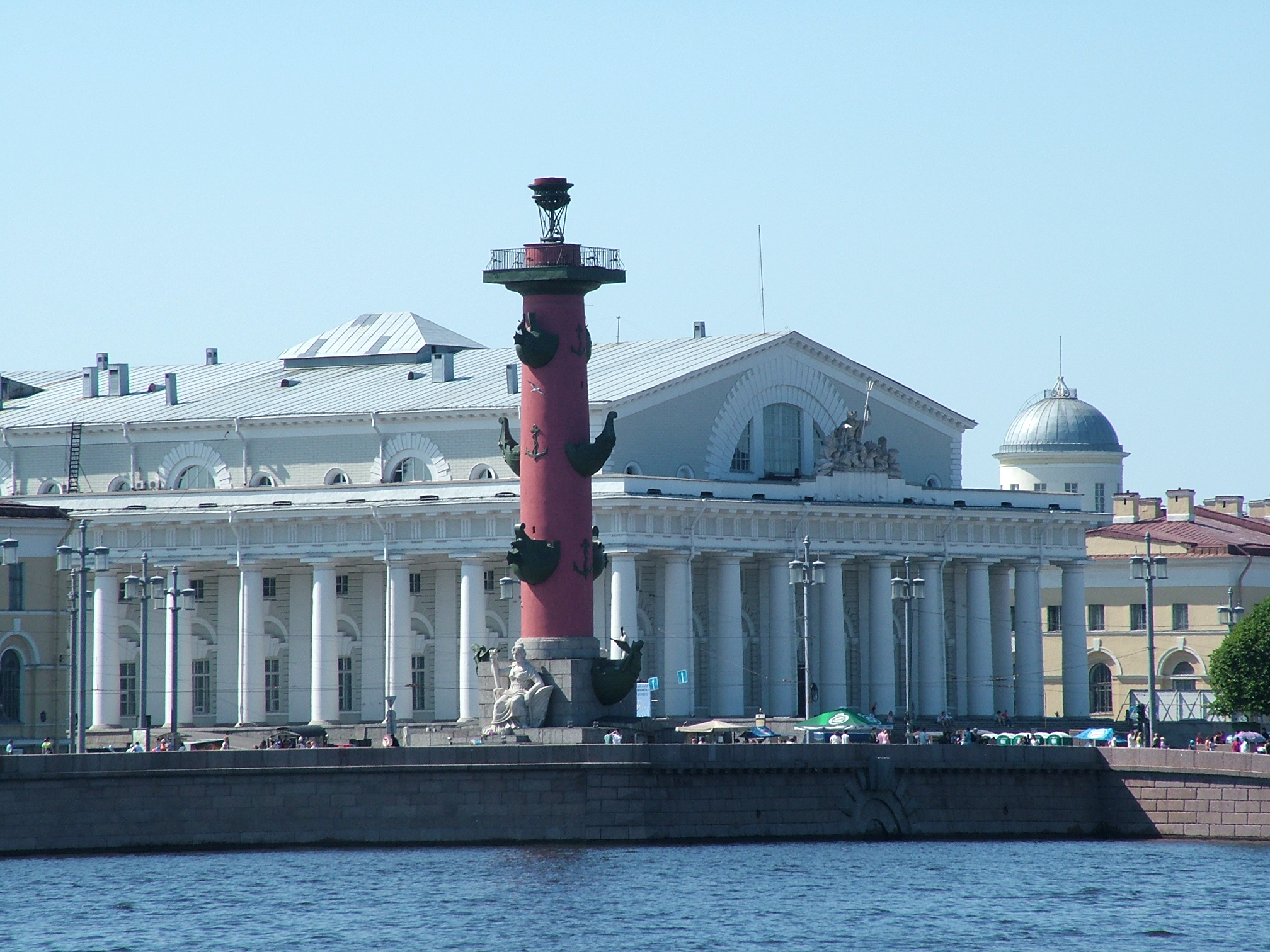
サンクトペテルブルク商品取引所

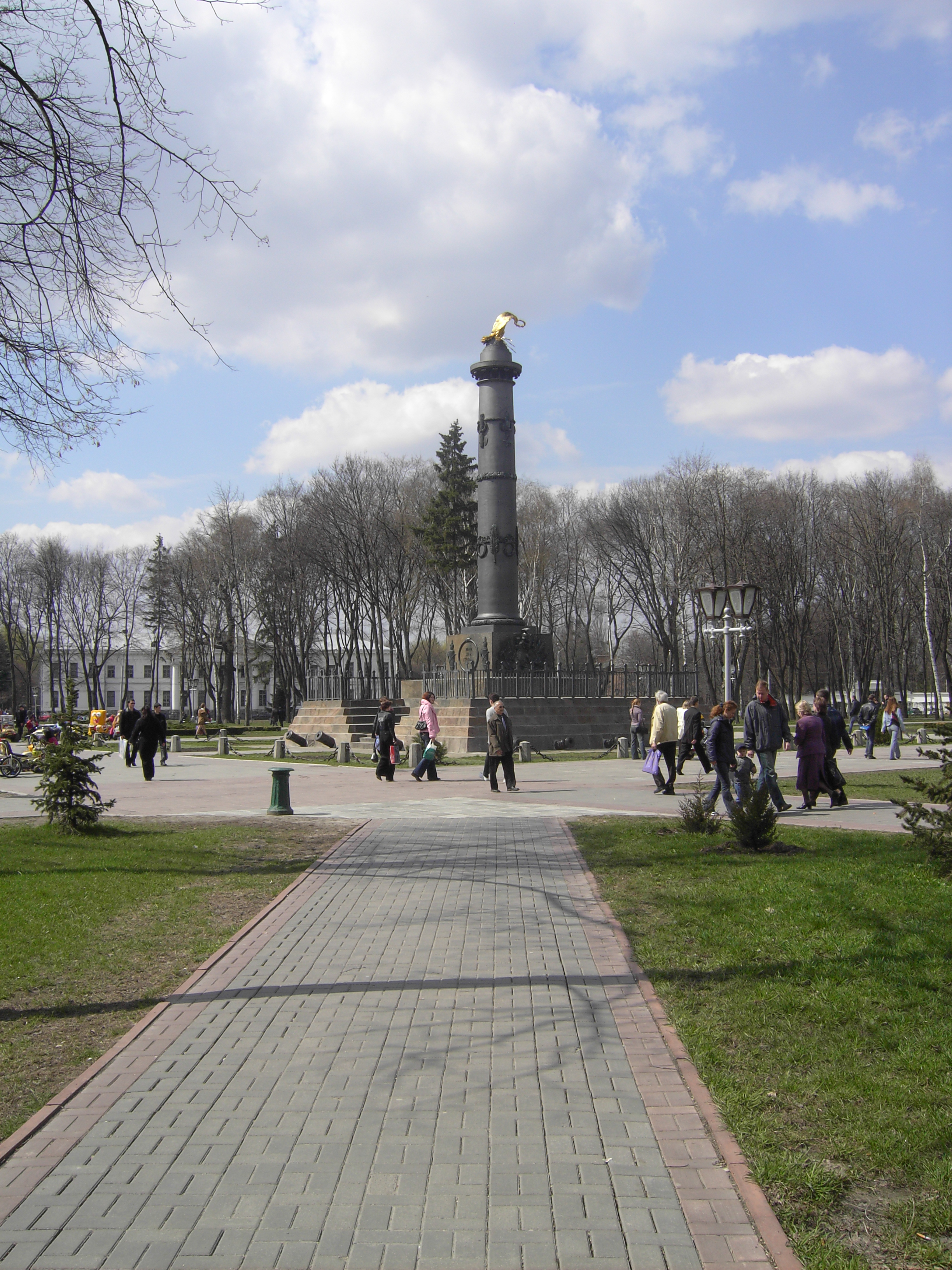
ポルタヴァモニュメント

ジャン＝フランソワ・トマ・デュ・トモン（仏: Jean-Francois Thomas de Thomon, 英: Toma du Tomon, 露: Тома де Томона、1760年4月12日 - 1813年9月4日)は、ロシアで活躍したフランス系建築家。
代表作には、ヴァーリシー島岬の船円注、商品取引所（現海軍中央博物館）、ボリショイ・カーメンヌイ劇場(ボリショイ・カーメンヌイ劇場) 、パーヴロフスク敬愛なる夫へ捧ぐ廟、ポルタヴァモニュメントなどがある。